# Calceolaria bentae
Calceolaria bentae là một loài thực vật thuộc họ Scrophulariaceae. Đây là loài đặc hữu của Ecuador.